# سهره ریز گلوسیاه
سهره ریز گلوسیاه (نام علمی: Lonchura kelaarti) نام یک گونه از سرده سهره‌های ریز است.